# 威廉·麥花臣·亞倫
威廉·麥花臣·「標」·亞倫（英語：William McPherson "Bill" Allen，1900年9月1日—1985年10月28日）是一位美國航空業商人，1945年至1968年擔任波音董事長（任职时间最长）。1975年被《财富》名人堂并评为史上“十名最伟大的CEO”。

## 生涯
威廉·麥花臣·亞倫出生於蒙大拿州米蘇拉縣盧盧，1925年畢業於哈佛法學院。
1945年，他擔任波音董事長，直至1968年卸任。
在他晚年，他患上阿茲海默症，最終於1985年10月28日逝世於西雅圖，終年85歲。

### 引用
1. 1 2  . Boeing.   [2020-10-17]. （原始内容存档于2022-05-15）.
2. 1 2 3  Geoffrey Thomas. . 2021-06-23  [2021-12-22]. （原始内容存档于2021-12-22）.

### 列表
- Geoffrey Thomas. . 2021-06-23  [2021-12-22]. （原始内容存档于2021-12-22）.

| 商界職務                     | 商界職務                   | 商界職務             |
| ---------------------------- | -------------------------- | -------------------- |
| 前任者： 克莱蒙特·埃格特韦特 | 波音公司執行長 1945–1968年 | 繼任者： 桑顿·威尔逊 |